# Gaelscoil
Gaelscoil (ˈɡeːl̪ˠsˠkɛlʲ; plural: Gaelscoileanna) són les escoles d'ensenyament primari d'Irlanda on la llengua vehicular d'ensenyament és el gaèlic irlandès. El terme fa referència especialment a les escoles en irlandès a les regions de parla irlandesa Gaeltacht.

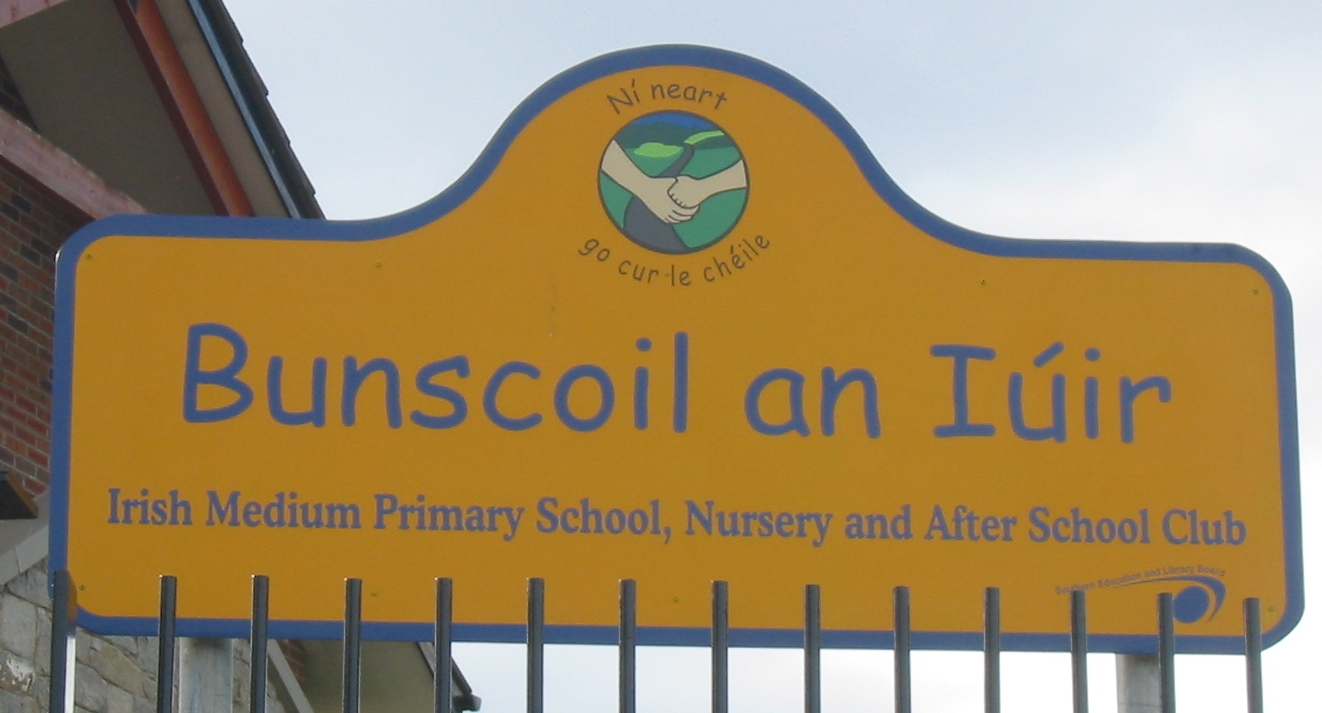
Senyal d'una gaelscoil a Newry, Irlanda del Nord.

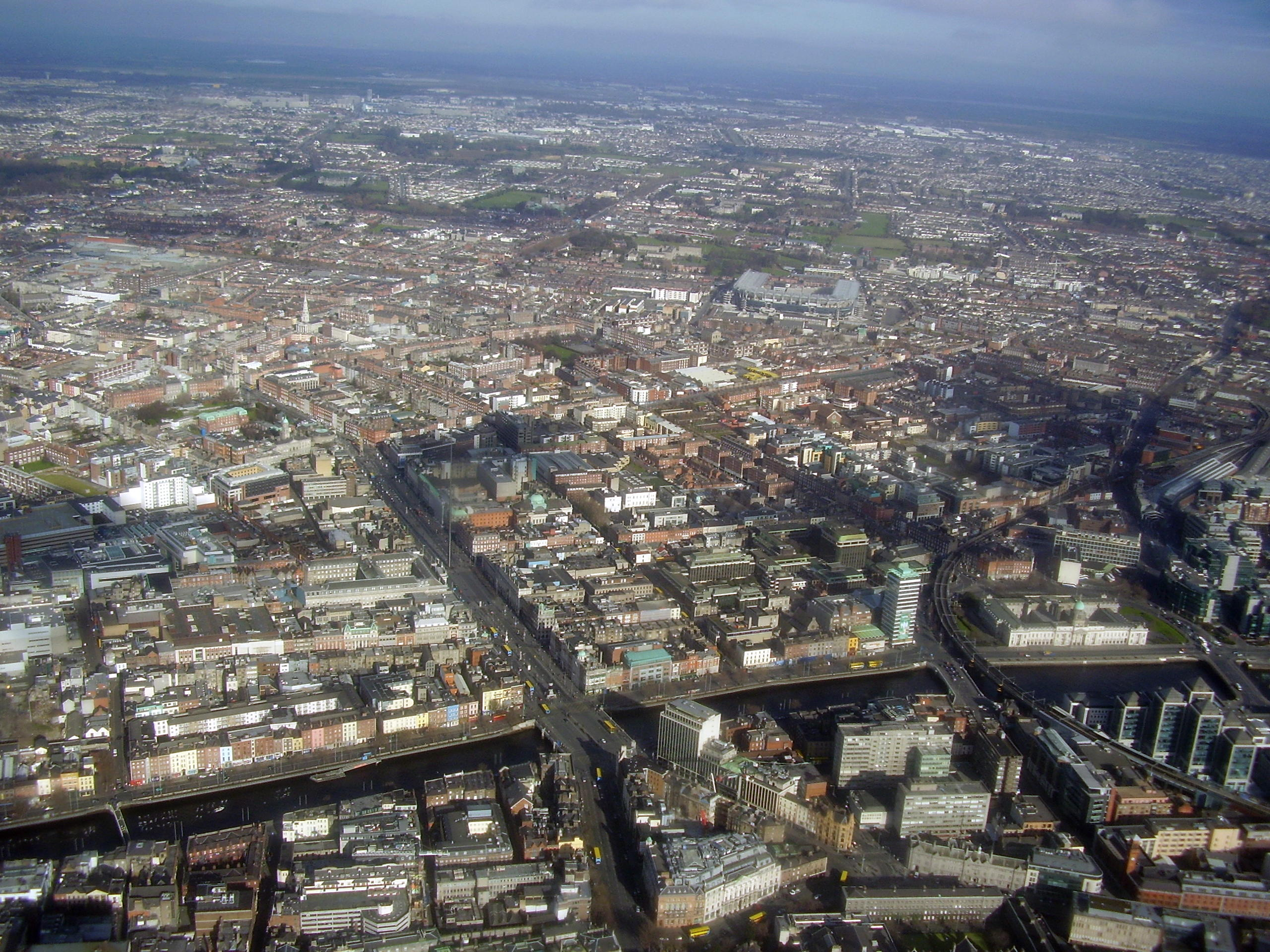
A la ciutat i al comtat de Dublin també hi ha escoles en irlandès.

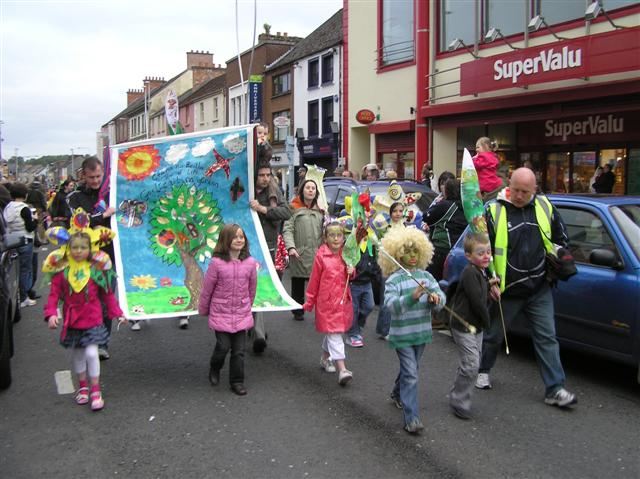
Carnaval dels alumnes de la gaelscoil d'Omagh

Els estudiants de les Gaelscoileanna reben el mateix programa d'estudis que a les altres escoles d'Irlanda però aprenen irlandès pel sistema d'immersió lingüística. Els alumnes que reben l'ensenyament en anglès tenen poca capacitat en irlandès, tot i que aquest idioma és matèria obligatòria en la República d'Irlanda tant en l'ensenyament primari com en secundària. L'actual govern ha promés reformes en el programa educatiu i en la formació dels mestres a les escoles tant en anglès com en irlandès.

## Descripció
El seu èxit es deu al suport efectiu (encara que limitat) de la comunitat i una infraestructura administrativa eficaç. Es distingeixen per ser el producte d'un moviment comunitari genuí i no pas de la política de l'Estat.
Les Gaelscoileanna han experimentat una expansió notable en les darreres dècades, tot i que ara hi ha preocupació que les normes recents que limiten el finançament de noves escoles que poden afecten l'educació secundària irlandesa, sobretot quan la demanda és superior a l'oferta.
En 1972 només hi havia 11 escoles primàries i 5 secundàries arreu de la República, Avui hi ha 172 escoles primàries i 39 secundàries. Si afegim les escoles similars a Irlanda del Nord, hi ha un total de 298 gaelscoileanna a primària 72 escoles de post-primària (gaelcholáistí). Aquestes escoles tenien uns 37.800 alumnes, sense comptar, uns 4.000 alumnes més en escoles de preescolar en irlandès. Coláiste Feirste és l'única escola secundària en irlandès a Irlanda del Nord. Actualment hi ha almenys una gaelscoil a cadascun dels 32 comtats d'Irlanda i també a les ciutats més importants.
Només hi ha nou comtats on no s'hi troba escola secundària en irlandès: Laois, Offaly, Leitrim, Roscommon, Cavan, Sligo, Longford, Fermanagh i Down.

## Status social i funció
Les Gaelscoileanna han adquirit reputació de proporcionar resultats acadèmics excel·lents amb una despesa moderada. Han estat descrits com un sistema de selecció social positiva oferint una millor formació de cara a l'ensenyament universitari i a la formació professional. Una anàlisi de les escoles que envien estudiants a les institucions d'ensenyament superior mostren que el 22% de les escoles que fan l'ensenyament en irlandès envien tots els seus estudiants a ensenyament superior, en comparació al 7% de les escoles en anglès.
S'ha argumentat que el bilingüisme com a resultat de l'adquisició primerenca d'una altra llengua és en general beneficiós i ajuda als nens a aprendre una tercera i una quarta llengua. Els defensors de la immersió en irlandès a vegades fan referència a estudis que mostren que els nens bilingües tenen més facilitats en altres matèries que els nens unilingües.

## Escoles per província
|                                      | Ulster | Munster | Leinster | Connacht | Total |
| Bunscoileanna (Escoles primàries)    | 45     | 45      | 66       | 18       | 174   |
| Meánscoileanna (Escoles secundàries) | 11     | 22      | 17       | 14       | 64    |

Hi ha aproximadament 150.000 parlants nadius d'irlandès que el parlen quotidianament; 91.825 parlants d'irlandès a Irlanda una mica més de la meitat dels quals es troben a les Gaeltachts i la resta a escoles d'educació en irlandès de les quatre províncies. Segons el cens de 2006 hi ha endemés 53.471 parlants quotidians fora del sistema educatiu.

### Leinster
Hi ha 39.594 parlants d'irlandès; 1.299 parlants nadius a la Gaeltacht de Meath i uns altres 19.348 que estudien a les 66 Gaelscoils (escoles primàries) i 15 Gaelcholáistí (escoles secundàries) de la província. Segons el cens de 2006 hi ha 18.947 parlants quotidians fora del sistema educatiu a la província.

### Ulster
Hi ha 29.199 parlants d'irlandès; 14.456 parlants nadius a la Gaeltacht de Donegal (on el 30-100% de la població són parlants nadius) mentre 1.427 viuen en àrees on és parlat per menys del 30%. També hi ha 5.339 que estudien a les 44 Gaelscoils (escoles primàries) i 7 Gaelcholáiste (escoles secundàries) de la província. Segons el cens de 2006 hi ha 7.977 parlants quotidians fora del sistema educatiu a la província.

### Munster
hi ha 34.593 parlants d'irlandès; 9.737 parlants nadius a les Gaeltacht de Cork, Kerry i Waterford i també 12.219 que estudien a les 45 Gaelscoils (escoles primàries) i 15 Gaelcholáiste (escoles secundàries) a la província. Segons el cens de 2006 hi ha 12.637 parlants quotidians fora del sistema educatiu a la província.

### Connacht
Hi ha 41.910 parlants d'irlandès; 18,358 parlants nadius a la Gaeltacht de Galway i Mayo (en àrees on el 30-100% de la població són parlants nadius) mentre que 5.300 viuen en àrees on és parlat per menys del 30%. També hi ha 4.265 que estudien a les 18 Gaelscoils (escoles primàries) i 3 Gaelcholáiste (Iescoles secundàries) fora de les Gaeltacht de la província. Segons el cens de 2006 hi ha 13.910 parlants quotidians fora del sistema educatiu a la província.

## Futures Meánscoileanna per a obrir
Està previst obrir cap al 2014 tres noves gaelscoileanna de secundària, Coláiste Ghlór na Mara Arxivat 2012-07-12 a Wayback Machine. a Balbriggan, Coláiste Deisceart Átha Cliath a Dundrum i Gaelcholáiste Charraig Uí Leighin a Carrigaline a Cork.

## Straitéis 20 Bliain – 20 Anys d'Estratègia per a l'Irlandès
La funció i el futur de les gaelscoileanna es veuran afectades per l'Estratègia 
The function and future of the gaelscoileanna will be affected pels the 20 Anys d'Estratègia de la Llengua Irlandesa, publicat en novembre de 2009. Aquest emfatitza la importància d'oferir a tots els alumnes de les escoles primàries a Irlanda l'oportunitat de rebre una immersió parcial en els anys formatius de l'educació primària. Proposa que els professors de primària han de rebre classes addicionals d'immersió per a mostrar la seva competència en irlandès. Aquesta política, si realment es du a terme, significaria que les gaelscoileanna no serien l'única manera de promoure l'educació bilíngue a les escoles.